# Lewis Strauss
Lewis Lichtenstein Strauss (31. ledna 1896 Charleston, Západní Virginie, USA – 21. ledna 1974 Brandy Station, Virginie, USA) byl americký vládní úředník, podnikatel, filantrop a námořní důstojník. V roce 1946 se stal jedním z původních členů americké U.S. Atomic Energy Commission (AEC, Komise pro atomovou energii) a v 50. letech 20. století zastával funkci jejího předsedy. AEC převzala řízení amerického jaderného programu, který původně vznikl v rámci projektu Manhattan (1942–1946). Lewis Strauss byl významnou osobností v oblasti vývoje jaderných zbraní po druhé světové válce, politiky jaderné energie a jaderné energetiky ve Spojených státech.

## Život a kariéra

### Mládí a vzdělání
Strauss se narodil v Charlestonu v Západní Virginii jako syn Rosy (rozené Lichtensteinové) a Lewise Strausse, úspěšného velkoobchodníka s obuví. Rodiče byli židovští emigranti z Německa a Rakouska, kteří přišli do Spojených států ve 30. a 40. letech 19. století a usadili se ve Virginii. Rodina se později přestěhovala do Richmondu ve Virginii, kde vyrůstal a navštěvoval státní školy. V deseti letech přišel při bitvě kameny o velkou část zraku na pravém oku, což ho později vyřadilo z běžné vojenské služby.:s.5
Protože si Strauss osvojil značné znalosti z četby učebnic, plánoval studovat fyziku. Na střední škole Johna Marshalla byl na nejlepší cestě stát se premiantem třídy, což by ho opravňovalo ke stipendiu na Virginské univerzitě, ale tyfus v posledním ročníku mu znemožnil složit závěrečné zkoušky a absolvovat společně se spolužáky.:s.7
V době, kdy konečně dokončil střední školu, zažilo podnikání jeho rodiny během recese v letech 1913–1914 úpadek. Proto se rozhodl pracovat jako obchodní cestující s obuví pro otcovu firmu. Ve svém prodejním úsilí byl poměrně úspěšný, během následujících tří let našetřil 20 000 dolarů (v cenách roku  2022 to odpovídá 457 000 dolarům). To bylo dost peněz na to, aby pokryl školné na vysoké škole, když už neplatila nabídka stipendia.:s.7–9

### Válka, asistent Herberta Hoovera

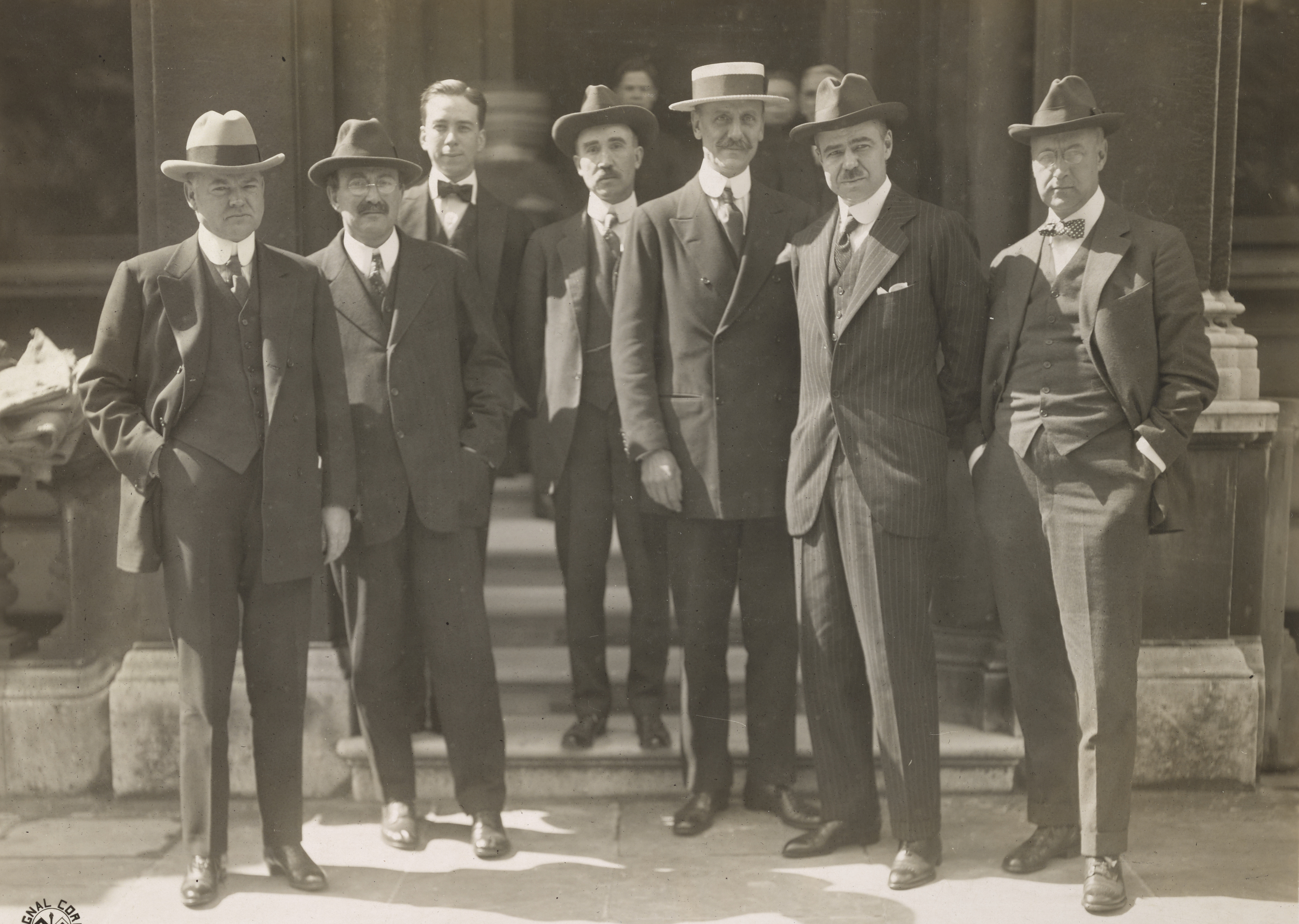
US Food Administration (1918). Hoover je vlevo, Strauss třetí zleva

Straussova matka ho nabádala k veřejné nebo humanitární službě. Psal se rok 1917, první světová válka stále pustošila velké části Evropy a Herbert Hoover (pozdější prezident USA v letech 1929–1933) se stal symbolem humanitárního altruismu, protože vedl Komisi pro pomoc v Belgii. Lewis Strauss proto odjel vlakem do Washingtonu, aby sloužil bez nároku na plat jako Hooverův asistent. Strauss a jeho životopisec se rozcházejí v názoru, zda se tak stalo v únoru nebo v květnu 1917, ale druhá varianta se zdá pravděpodobnější.
Hoover se stal šéfem United States Food Administration. Strauss pracoval dobře a brzy byl povýšen na Hooverova soukromého tajemníka a důvěrníka. V této pozici získal vlivné kontakty, které mu později posloužily. Jeden takový kontakt navázal s právníkem Harveyem Hollisterem Bundym, další s Robertem A. Taftem, který byl poradcem United States Food Administration.
Po uzavření příměří 11. listopadu 1918 a tedy faktickém konci 1. světové války se Hoover stal šéfem poválečné American Relief Administration se sídlem v Paříži. Lewis Strauss se k němu opět připojil jako jeho soukromý tajemník. V Paříži se také setkal s diplomatickým zástupcem Finska Rudolfem Holstim. Lewis Strauss přesvědčil Herberta Hoovera, aby naléhal na prezidenta Woodrowa Wilsona, aby uznal nezávislost Finska na Rusku.

### Investiční bankéř
Kromě práce pro United States Food Administration Lewis Strauss spolupracoval také s American Jewish Joint Distribution Committee (JDC), aby zmírnil utrpení židovských uprchlíků, kteří byli často opomíjeni jinými subjekty. V JDC se Strauss dostal do povědomí Felixe M. Warburga] vedoucího představitele JDC, který byl partnerem v investiční bance Kuhn, Loeb & Co. v New Yorku, a také Harriet Loewentsteinové, evropské vedoucí JDC, která byla účetní v této bance. Hoover navíc Strausse seznámil s Mortimerem Schiffem, dalším partnerem banky Kuhn Loeb, který se Straussem v Paříži vedl pohovor a nabídl mu práci. Strauss přitom odmítl nabídku stát se kontrolním úředníkem nově vznikající Společnosti národů. :s.16–18, 23–26
Strauss se vrátil do Spojených států a v roce 1919 nastoupil u společnosti Kuhn Loeb. Hlavními zákazníky banky v té době byly železnice a Strauss v polovině dvacátých let pomáhal zajišťovat financování nových železničních terminálů v Cincinnati a Richmondu a reorganizací společností Denver and Rio Grande Western Railroad nebo Chicago, Milwaukee, St. Paul či Pacific Railroad. Již v té době vydělával velmi slušné peníze. Následně Strauss zajišťoval financování pro ocelářské společnosti, jako Inland Steel, Republic Steel nebo Great Lakes Steel. V roce 1929 se stal řádným společníkem banky, v té době vydělával již milion dolarů ročně a bez větších finančních škod přečkal i krach na Wall Street v roce 1929. Banka pomohla uvést na trh film Kodachrome společnosti Eastman Kodak nebo instantní fotoaparát, který vynalezl Edwin H. Land, zakladatel společnosti Polaroid.:s.29, 34-37

### Svatba a rodina

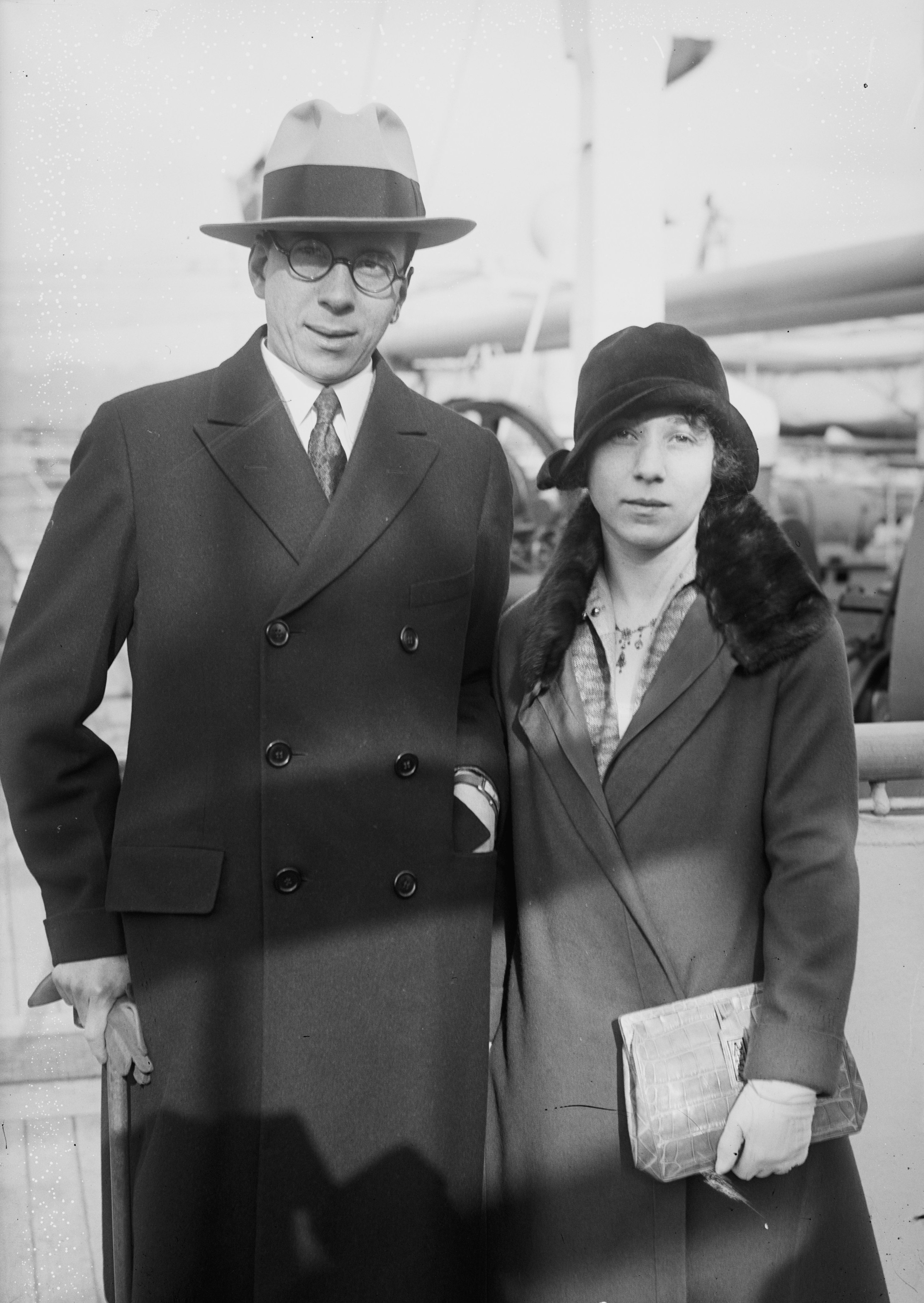
Strauss a jeho žena Alice, někdy mezi 1923–1926

Již v počátcích kariéry v bance, 5. března 1923 se Strauss oženil s Alicí Hanauerovou. Obřad se konal v hotelu Ritz-Carlton v New Yorku. Alice Hanauerová se narodila v roce 1903 a byla dcerou Jeroma J. Hanauera, který byl jedním z partnerů banky Kuhn Loeb. Manželé měli dva syny, z nichž jeden nepřežil rané dětství. Během pobytu v New Yorku bydleli nejprve na Central Park West, poté na Upper East Side a později na Central Park South.
Strauss se angažoval také v newyorské komunitě. Zejména byl členem správní rady Metropolitní operní společnosti a později Metropolitní operní asociace, dále byl členem správní rady Americké správy pro pomoc a Amerického dětského fondu, byl členem Americké bankovní asociace a Obchodní komory státu New York.

### Podpora kandidatury Herberta Hoovera
Lewis Strauss silně podporoval Herberta Hoovera již při jeho prvním neúspěšném pokusu stát se prezidentem v roce 1920. Hoover se ucházel o nominaci Republikánské strany, Strauss pro něj vedl kampaň a zúčastnil se jeho jménem Národního sjezdu Republikánské strany v roce 1920, ale Hoover nezískal významnou podporu. Lewis Strauss znovu pracoval pro Hoovera během tentokrát úspěšné kampaně v prezidentských volbách v roce 1928 a v tomto roce byl členem Republikánského národního výboru za Virginii.:s.30–32, 41–42
V průběhu několika let se Strauss zapojil do aktivit, jejichž cílem bylo posílit Republikánskou stranu ve Virginii a celkově v jižanských státech. Rovněž se angažoval v ochraně pověsti prezidenta Hoovera. V roce 1930 se dokonce z pověření Bílého domu spolčil se dvěma důstojníky námořní rozvědky, aby se nelegálně vloupal do kanceláře v New Yorku, kde měly být dokumenty, které by Hoovera poškodily.:s.107:s.41–42
Když v dalších prezidentských volbách přesvědčivě vyhrál Franklin Delano Roosevelt a v reakci na důsledky Velké hospodářské krize zavedl rozsáhlý soubor opatření, tzv. New Deal, Lewis Strauss se stal silným odpůrcem této politiky. Tuto antipatii sdílel s Herbertem Hooverem, který v letech následujících po jeho porážce stále více zastával ideologicky konzervativní, proti New Dealu zaměřené názory.:s.361–362
Lewis Strauss působil v bance Kuhn Loeb až do roku 1941, ačkoli se mu nelíbila omezení, která na investiční bankovnictví uvalily regulační orgány Rooseveltovy administrativy, a podnikání během těchto let ho bavilo méně. Nicméně v roli investičního bankéře Strauss velmi zbohatl a vzhledem k jeho původním skromným poměrům byl považován za milionáře, který se sám vypracoval. Jak napsal jeden historik, Straussův obchodní úspěch byl kombinací „štěstí, odvahy, tvrdé práce a dobrých kontaktů“.:s.109

### Druhá světová válka
Navzdory zdravotnímu postižení Lewis Strauss v roce 1925 požádal o vstup do zálohy amerického námořnictva, což se stalo v roce 1926, získal důstojnický titul poručíka zpravodajské služby. V letech 1939–1940, kdy v Evropě již probíhala druhá světová válka (ale USA do války ještě nevstoupily), se dobrovolně přihlásil do aktivní služby.:s.63–69 Chtěl jít do zpravodajské služby, ale to mu bylo zamítnuto. Námořnictvo USA mělo předsudky vůči Židům a Straussovy příspěvky vzbudily podezření ze strany ředitele FBI J. Edgara Hoovera a dalších členů americké zpravodajské komunity.:s.110
Místo toho byl v únoru 1941 povolán do aktivní služby a byl přidělen jako personální asistent náčelníka v Bureau of Ordnance, kde pomáhal organizovat a řídit zásobování námořnictva municí. Strauss a jeho žena se přestěhovali do Washingtonu, D.C., kde bydleli v apartmánu v prestižním hotelu Shoreham. Jeho žena v tomto období pracovala jako pomocná sestra na operačním sále.:s.64–67
Když James V. Forrestal v květnu 1944 vystřídal Franka Knoxe ve funkci velitele námořnictva, zaměstnal Strausse jako svého zvláštního asistenta. Ve spolupráci se senátorem Harrym F. Byrdem z Virginie Strauss založil Office of Naval Research (Úřad pro námořní výzkum), který zajišťoval, aby výzkum byl plně pod kontrolou námořnictva, nikoli civilních nebo akademických organizací. Námořnictvo si Straussova přínosu všimlo a v roce 1945 působil v Army-Navy Munitions Board, tuto funkci ukončil v následujícím roce. Od roku 1946 byl také členem Naval Reserve Policy Board.

### Seznámení satomovou energií
Oba jeho rodiče zemřeli na rakovinu, maminka v roce 1935 a otec v roce 1937.:s.51–53 To a jeho raný zájem o fyziku vedly Strausse k založení po nich pojmenovaném fondu (Lewis and Rosa Strauss Memorial Fund), který se měl zabývat fyzikálním výzkum, který by mohl vést k lepší léčbě rakoviny ozařováním. Fond podporoval uprchlého německého fyzika Arno Brasche, který pracoval na výrobě umělého radioaktivního materiálu pomocí výbojů rentgenového záření. Braschova práce vycházela z předchozí spolupráce s Leó Szilárdem, který v ní viděl možný prostředek k vývoji atomové řetězové reakce. Szilard již dříve předpokládal, že by to mohlo vést k vytvoření atomové bomby.:s.239, 281
Prostřednictvím Leo Szilarda se Strauss seznámil s několika dalšími významnými jadernými fyziky, například s Ernestem Lawrencem. Strauss také hovořil s vědci, kteří odešli z nacistického Německa, a dozvěděl se o experimentech souvisejících s atomem, které tam probíhaly. Leo Szilard ho informoval o vývoji v této oblasti, například o objevu jaderného štěpení a využití neutronů. V únoru 1940 ho Szilard požádal, aby financoval pořízení alespoň malého množství prvku radia, ale Strauss odmítl, protože již utratil velkou částku. :s.240, 281, 287, 289, 301
Po válce byl Strauss zástupcem námořnictva v Interdepartmental Committee on Atomic Energy (Meziresortním výboru pro atomovou energii). Lewis Strauss doporučil test atomové bomby proti několika moderním válečným lodím. Jeho doporučení přispělo k rozhodnutí uspořádat v polovině roku 1946 na atolu Bikini jaderné testy v rámci Operation Crossroads, první testy od konce války.:s.228–229

### Člen Atomic Energy Commission

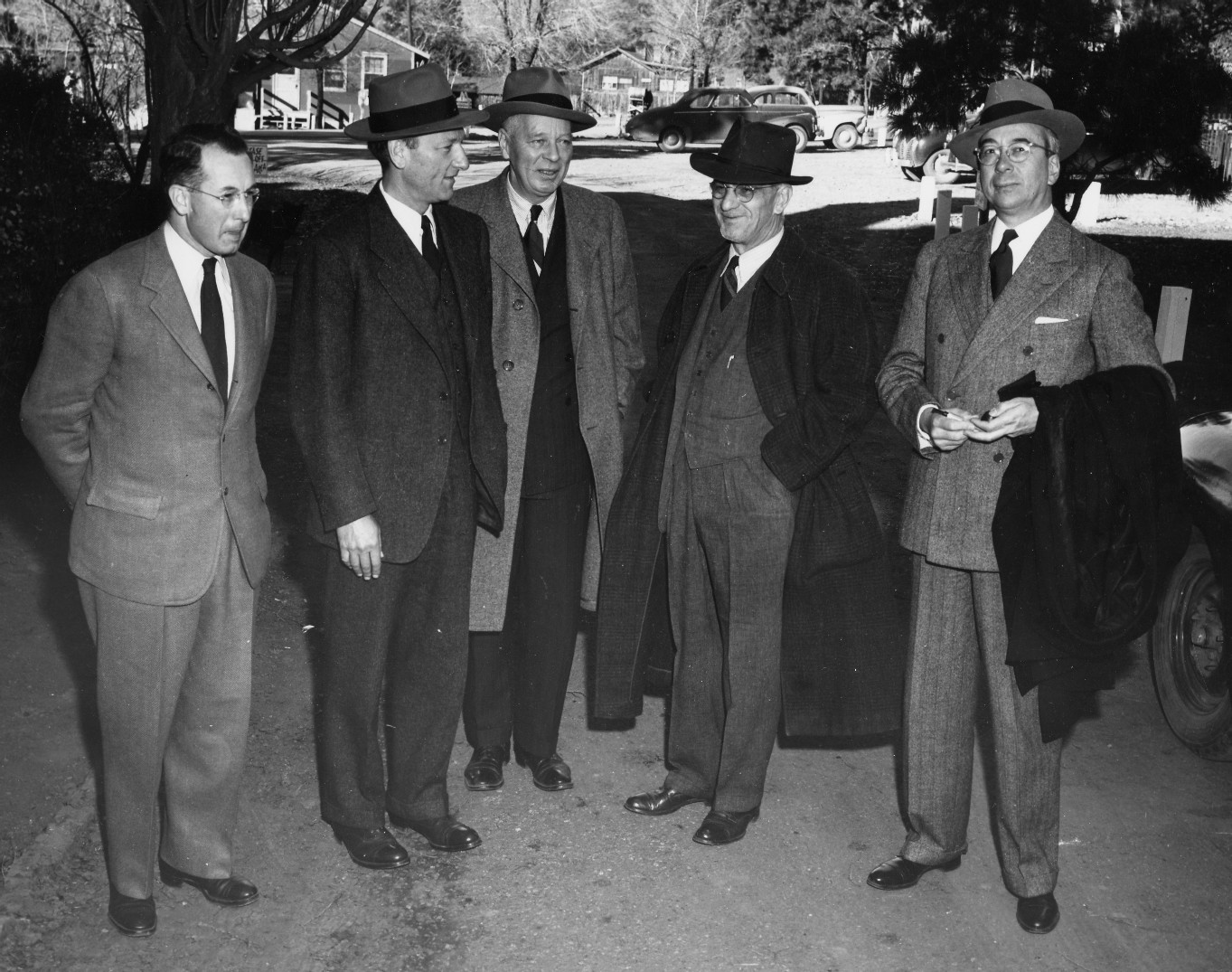
Pět původních členů AEC (1947). Strauss je zcela vpravo

V roce 1947 Spojené státy převedly kontrolu nad atomovým výzkumem a celým jaderným programem z americké armády na civilní orgány v rámci nově vytvořené Atomic Energy Commission (AEC, Komise pro atomovou energii). V říjnu 1946, ještě předtím, než komise skutečně vznikla, jmenoval prezident Harry S. Truman prvních pět komisařů, jedním z nich byl Lewis Strauss, předsedou se stal David E. Lilienthal.:s.40
Strausse na místo v tomto orgánu doporučil viceadmirál Paul Frederick Foster, dlouholetý přítel, jemuž Strauss již dříve poskytl kontakty v obchodním světě (a který Straussovi následně pomohl získat zařazení do aktivní služby). Při jejich první diskusi o jmenování Strauss řekl Trumanovi, který podporoval Rooseveltův New Deal, poznamenal: „Jsem Hooverův republikán.“:s.206 Truman odpověděl že na tom nezáleží, protože komise by měla být nepolitická. Strauss, který se po válce krátce vrátil k práci v bance Kuhn Loeb, z ní nyní cela odešel, aby vyhověl předpisům AEC.:s.89
Jako zakládající komisař AEC v prvních letech studené války zdůrazňoval Strauss potřebu chránit americká atomová tajemství a udržovat náskok před vývojem v oblasti jaderného výzkumu a technologií před Sovětském svazu. Byl proto silným zastáncem vývoje vodíkové bomby. 31. ledna 1950 Truman oznámil své pokračovat ve vývoji vodíkové bomby a panuje přesvědčení, že Strauss hrál v Trumanově rozhodnutí hlavní roli.:s.140 :s.112
Strauss byl známý svou psychologickou rigiditou; jeden z jeho kolegů v AEC údajně řekl: „Když s Lewisem v něčem nesouhlasíte, zpočátku vás považuje za blázna. Pokud s ním ale nesouhlasíte dál, dojde k závěru, že musíte být zrádce.“:s.310 Strauss byl ve své funkci stále nespokojenější, ale prezident Truman dával najevo spokojenost se Straussovou prací a menšinovými postoji, které v komisi zastával.:s.106–109

### Předseda Atomic Energy Commission

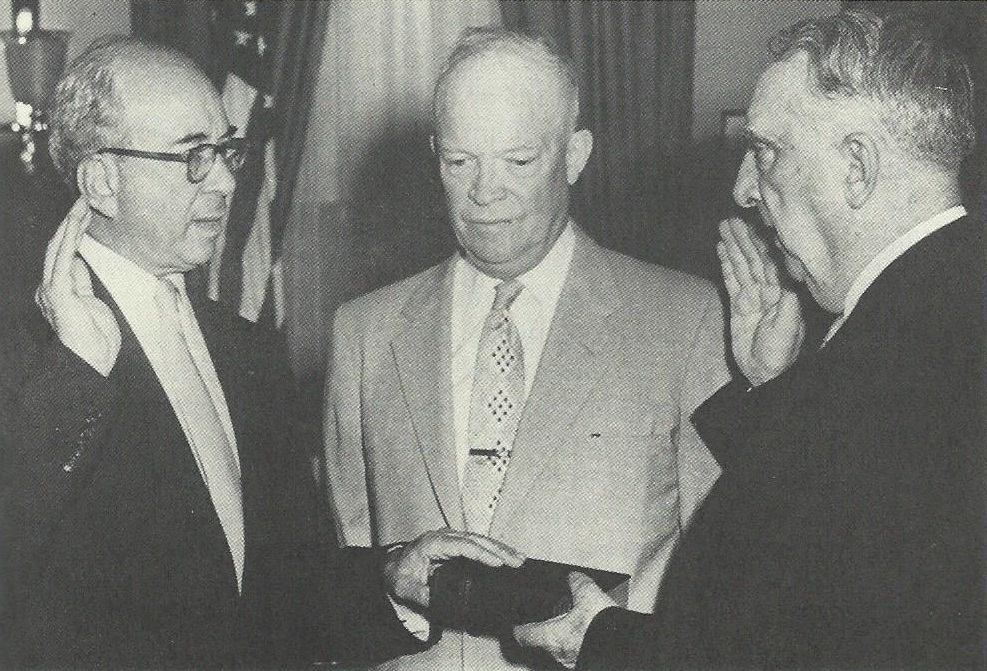
Strauss (vlevo) skládá přísahu jako předseda AEC v roce 1953

V lednu 1953 prezident Dwight Eisenhower ihned po svém nástupu do funkce jmenoval Lewise Strausse nejprve svým poradcem pro atomovou energii a v červenci 1953 ho jmenoval novým předsedou Atomic Energy Commission. Strauss se sice původně stavěl proti Eisenhowerovu prosazování Operace Candor (public relations kampaň prezidenta), ale jeho názor i cíle administrativy se vyvíjely a podpořil program „Atomy pro mír“, který Eisenhower vyhlásil v prosinci 1953.:s.287, 290–292
Strauss se stal jedním z nejznámějších obhájců atomové energie včetně příslibu mírového využití atomové energie jako součást vědomé snahy odvrátit pozornost od nebezpečí jaderné války, nicméně Strauss, stejně jako Eisenhower, upřímně věřil v potenciál mírového využití a doufal v něj.:s.303  V roce 1955 Strauss pomohl uspořádat v USA konferenci o mírovém využití atomové energie. Strauss si velmi vážil sovětských schopností a po konferenci prohlásil, že „v oblasti čisté vědy nás Sověti ohromili svými úspěchy... [Rusy] nelze v žádném případě označit za technicky zaostalé“.:s.287, 352–353
Strauss se podílel na hledání místa a průmyslových partnerů pro zahájení výstavby první americké atomové elektrárny v roce 1954, Shippingport Atomic Power Station v Pensylvánii, která byla uvedena do provozu v roce 1957. Elektrárna Shippingport byla společným projektem vlády a komerční sféry, Strauss se ale zasazoval o to, aby se soukromý průmysl ujal vývoje jaderných elektráren samostatně.:s.185–187:s.419–420
Během svého působení ve funkci předsedy AEC Strauss na jedné straně naléhal na rozvoj mírového využití atomové energie a předpovídal, že atomová energie způsobí, že elektřina bude velice levná. Na druhé straně současně bagatelizoval možné zdravotní účinky radioaktivního spadu, jaké zažili například obyvatelé tichomořských ostrovů a osádka japonského rybářského člunu Šťastný drak po termonukleárním testu Castle Bravo v roce 1954.:s.329:s.416–417

### Strauss versus Oppenheimer
Během svého působení nejprve ve funkci člena a posléze předsedy Atomic Energy Commission se Lewis Strauss stal nepřátelským vůči Robertu Oppenheimerovi, fyzikovi, který byl během projektu Manhattan ředitelem laboratoře v Los Alamos a který se po válce stal známou veřejnou osobností a zůstal ve vlivných funkcích v oblasti atomové energie. Oppenheimer se poté, co úspěšně dokončil vývoj atomové bomby a viděl její strašlivé účinky, stal odpůrcem vývoje vodíkové bomby. Strauss chtěl vývoj termonukleárních zbraní a doktrínu odstrašení.:s.118, 204, 280, 308–310
Strauss navíc Oppenheimera neměl rád z řady osobních důvodů. Od roku 1947 vedl Strauss spor s General Advisory Committee (GAC, Všeobecný poradní výbor). Tento výbor byl složený z předních jaderných fyziků a Oppenheimer mu předsedal. Šlo mimo jiné o to, zda vývoz radioizotopů pro lékařské účely představuje riziko pro bezpečnost USA, z čehož si vědci v GAC vytvořili o Straussovi špatný obrázek. Během veřejného slyšení v roce 1949 pak Oppenheimer posměšně odpověděl na otázku, kterou Strauss v této souvislosti vznesl, což bylo ponížení, na které Strauss nezapomněl.:s.3, 41, 156:s.166–167
Straussovi se také nelíbilo, že Oppenheimer zdánlivě opustil své židovské kořeny, zatímco Strauss se stal úspěšným – navzdory antisemitskému prostředí ve Washingtonu – a přitom si stále udržoval významnou roli v židovských organizacích. Strauss, konzervativní republikán, měl s Oppenheimerem, liberálem, který se stýkal s komunisty, jen málo společného.:s.116:s.310
V září 1953 Strauss v naději, že odhalí důkazy o Oppenheimerově neloajalitě, požádal ředitele FBI Edgara Hoovera, aby zahájil sledování Oppenheimerova pohybu. Ředitel FBI tak ochotně učinil. Sledování neodhalilo žádné důkazy o neloajalitě, ale zjistilo se, že Oppenheimer Straussovi lhal o důvodu své cesty do Washingtonu (Oppenheimer se setkal s novinářem, ale Straussovi řekl, že navštívil Bílý dům).:s.146–147

### Bezpečnostní slyšení Oppenheimera

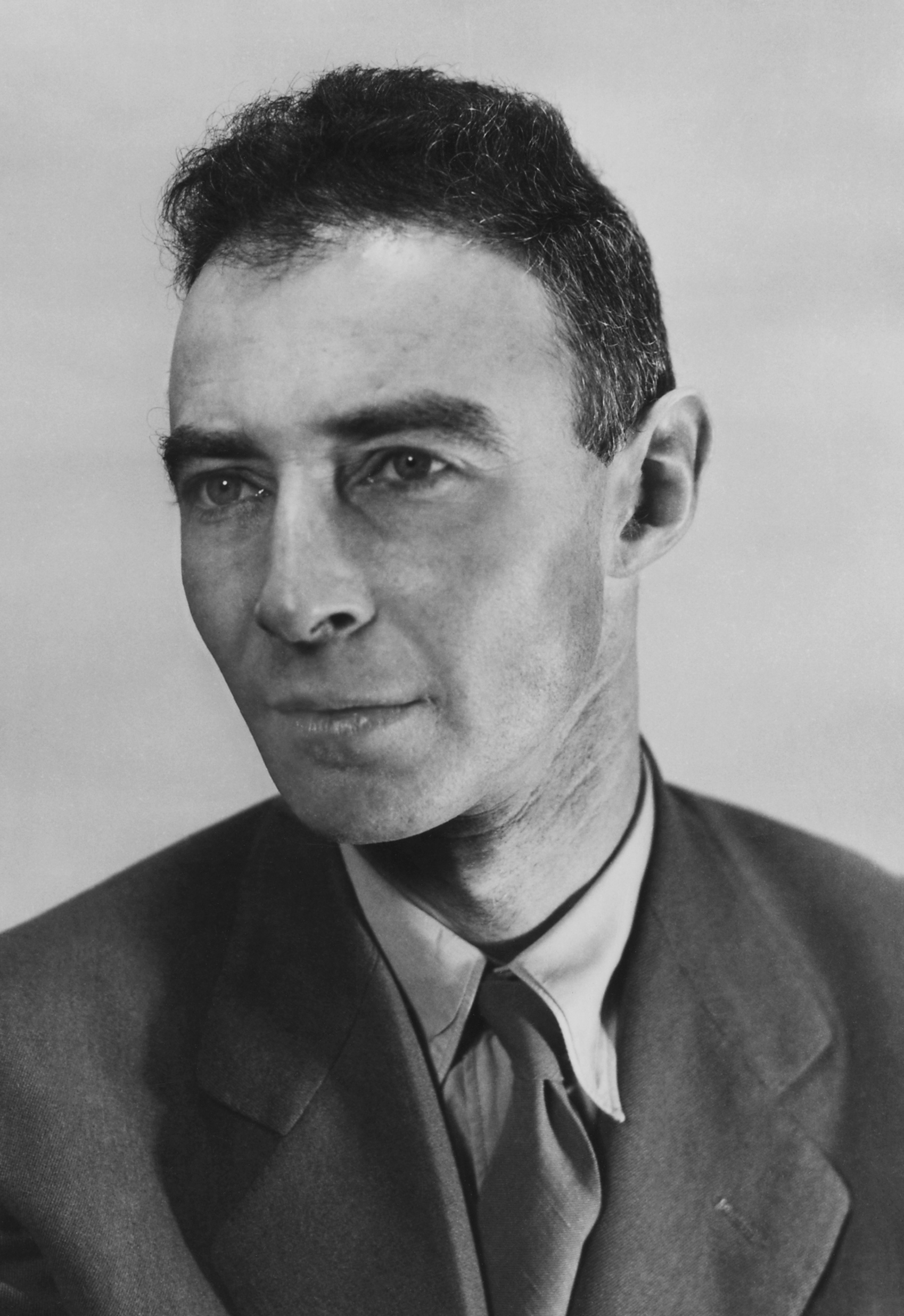
Robert Oppenheimer

Když Eisenhower nabídl Straussovi post předsedy Atomic Energy Commission, stanovil si Strauss jednu podmínku: Oppenheimer by měl být vyloučen ze všech utajovaných prací souvisejících s jaderným programem.:s.170 Oppenheimer byl držitelem nejvyššího stupně prověrky Q a byl jednou z nejrespektovanějších osobností jaderné fyziky  a několikrát informoval prezidenta a Radu národní bezpečnosti.:s.170:s.204, 308–309, 531
Lewis Strauss tak byl hnací silou kontroverzních bezpečnostních slyšení, která se konala v dubnu a květnu 1954 před AEC Personnel Security Board (Personálně-bezpečnostní komisí AEC) a při nichž byla fyzikovi Robertu Oppenheimerovi odebrána bezpečnostní prověrka. V důsledku toho byl Strauss často považován za padoucha americké historie.:s.169–170:s.144:s.4
Prezident Eisenhower po konzultaci se Straussem a dalšími nařídil 3. prosince 1953 postavit „prázdnou zeď“ mezi Oppenheimerem a všemi oblastmi vlády.:s.534–535 Strauss 21. prosince sdělil Oppenheimerovi, že jeho bezpečnostní prověrka byla pozastavena, dokud nebude vyřešena řada obvinění uvedených v dopise od Kennetha D. Nicholse, generálního ředitele AEC.:s.536–538:s.231–233 Místo rezignace požádal Oppenheimer o slyšení.:s.538 Na Straussovu žádost nařídil ředitel FBI Hoover úplné sledování Oppenheimera a jeho právníků, včetně odposlechu telefonů.:s.115 Tyto odposlechy byly nezákonné.:s.539:s.11–12
Na slyšení svědčila v Oppenheimerův prospěch řada špičkových vědců i vládních a vojenských činitelů.:s.301:s.171 Fyzik Isidor Isaac Rabi např. prohlásil, že odebrání bezpečnostní prověrky je zbytečné. „Je to konzultant, a když s ním nechcete konzultovat, tak s ním nekonzultujte, tečka.“ :s.558–559:s.206–207:s.527
Oppenheimer však přiznal, že v minulosti lhal důstojníkovi vojenské kontrarozvědky o rozhovoru, který s ním vedl jeho přítel Haakon Chevalier.:s.282–284:s.170–171 Přiznal také, že u Chevaliera pobýval, ale pouze v prosinci předchozího roku.:s.205 Leslie Groves, bývalý vojenský ředitel celého projektu Manhattan, který Oppenheimera za války jmenoval šéfem tajné laboratoře v Los Alamos připustil, že podle přísnějších bezpečnostních kritérií platných v roce 1954 by „Oppenheimer by dnes bezpečnostní prověrkou nezískal“.:s.288
Nástupnická organizace AEC později rozhodla, že slyšení bylo „chybným procesem, který porušoval vlastní předpisy Komise“. Ztráta bezpečnostní prověrky ukončila Oppenheimerovu roli ve vládě a politice.:s.110 Oppenheimer se vrátil na místo ředitele Institute of Advanced Studies (Institut pokročilých studií) na Princeton University, ale Strauss, který byl stále členem tamní správní rady, se ho pokusil odvolat.:s.180 V říjnu 1954 však správní rada odhlasovala, že Oppenheimer v ředitelské funkci na Princeton zůstane.:s.251 V následujících letech Strauss stále doufal, že Oppenheimera odvolá, ale nikdy nezískal v radě potřebné hlasy.:s.580
Po rozhodnutí AEC se veřejné mínění i většina vědců postavila rozhodně proti Straussovi.:s.180–181 Téměř 500 vědců z vědecké laboratoře v Los Alamos podepsalo petici, v níž se uvádí, že „toto špatně odůvodněné rozhodnutí ... bude stále obtížnější získat odpovídající vědecké talenty v našich obranných laboratořích“. Strauss reagoval tak, že nejprve zaslal petičníkům dopis, v němž uvedl, že se nesnaží potlačit vyjadřování odborných názorů – „Rozhodně nechceme, aby v Komisi pro atomovou energii pracovali 'yes men' “. Následně v červenci 1954 laboratoř v Los Alamos navštívil , aby se pokusil vědce uklidnit. V redakčním článku v novinách The New Mexican (které vycházely v Santa Fe, tedy nedaleko od Los Alamos) bylo Straussovo úsilí přezdíváno jako „Operace Butter-Up“ (ve významu, že Strauss se vědcům nyní snaží podlézat, podkuřovat, falešně lichotit).

### Nominace na ministra obchodu
Straussovo funkční období v čele AEC skončilo na konci června 1958. Prezident Eisenhower ho chtěl znovu jmenovat na další období, ale Strauss se obával, že Senát ho odmítne nebo přinejmenším podrobí zuřivým výslechům.:s.215 Kromě Oppenheimerovy aféry se střetl s demokraty v Senátu v několika zásadních otázkách, včetně jeho autokratické povahy ve funkci předsedy AEC a tajnůstkářského řešení smlouvy Dixon-Yates. Tato smlouva se týkala dodávek elektrické energie ve státě Tennessee, aniž by procházela přes Tennessee Valley Authority, a Strauss zahájil diskuse o této myšlence, aniž by o tom informoval své kolegy. Samotný plán byl kontroverzní a nakonec se stal pro republikány prohrou ve volbách v roce 1954.:s.148, 179:s.187
Eisenhower mu nejprve nabídl místo personálního šéfa Bílého domu místo Shermana Adamse, ale Strauss si nemyslel, že by mu tato pozice vyhovovala. Eisenhower se ho také zeptal, zda by Strauss nezvážil nástupnictví po Johnu Fosteru Dullesovi (který byl nemocný) na postu ministra zahraničí, ale Strauss nechtěl předbíhat náměstka ministra Christiana Hertera, který byl jeho dobrým přítelem.:s.223
Nakonec Eisenhower navrhl, aby se Strauss stal ministrem obchodu, což Strauss přijal. Vzhledem k blížícím se volbám do Senátu Spojených států amerických v roce 1958 oznámil prezident Eisenhower jmenování 24. října 1958 a Strauss se ujal funkce s účinností od 13. listopadu 1958.:s.225 Nominace Strausse prezidentem na post ministra obchodu USA ale vyústila v dlouhý veřejný politický boj, v němž Strauss nebyl Senátem USA potvrzen. Přitom předchozích třináct kandidátů na tento post v kabinetu získalo schválení Senátu v průměru za osm dní. De facto tak funkci ministra obchodu vykonával od 13. listopadu 1958 do 30. června 1959, de iure se však ministrem obchodu nikdy nestal.
V té době to byl teprve osmý případ v historii USA napříč všemi ministerstvy, kdy Senát nepotvrdil člena vlády.  A poprvé od roku 1925, kdy Charles B. Warren nebyl schválen do funkce nejvyššího státního zástupce. Další podobný případ nastal až v roce 1989, kdy John Tower nebyl schválen do funkce ministra obrany. Prezident Eisenhower, který do Straussovy nominace investoval značný osobní i profesní kapitál, se o postupu Senátu vyjádřil rozhořčeně a s hořkostí, když řekl, že „ztrácím skutečně cenného spolupracovníka v oblasti vládních záležitostí. ... je to americký lid, který v této smutné epizodě prohrál“.

### Konec kariéry

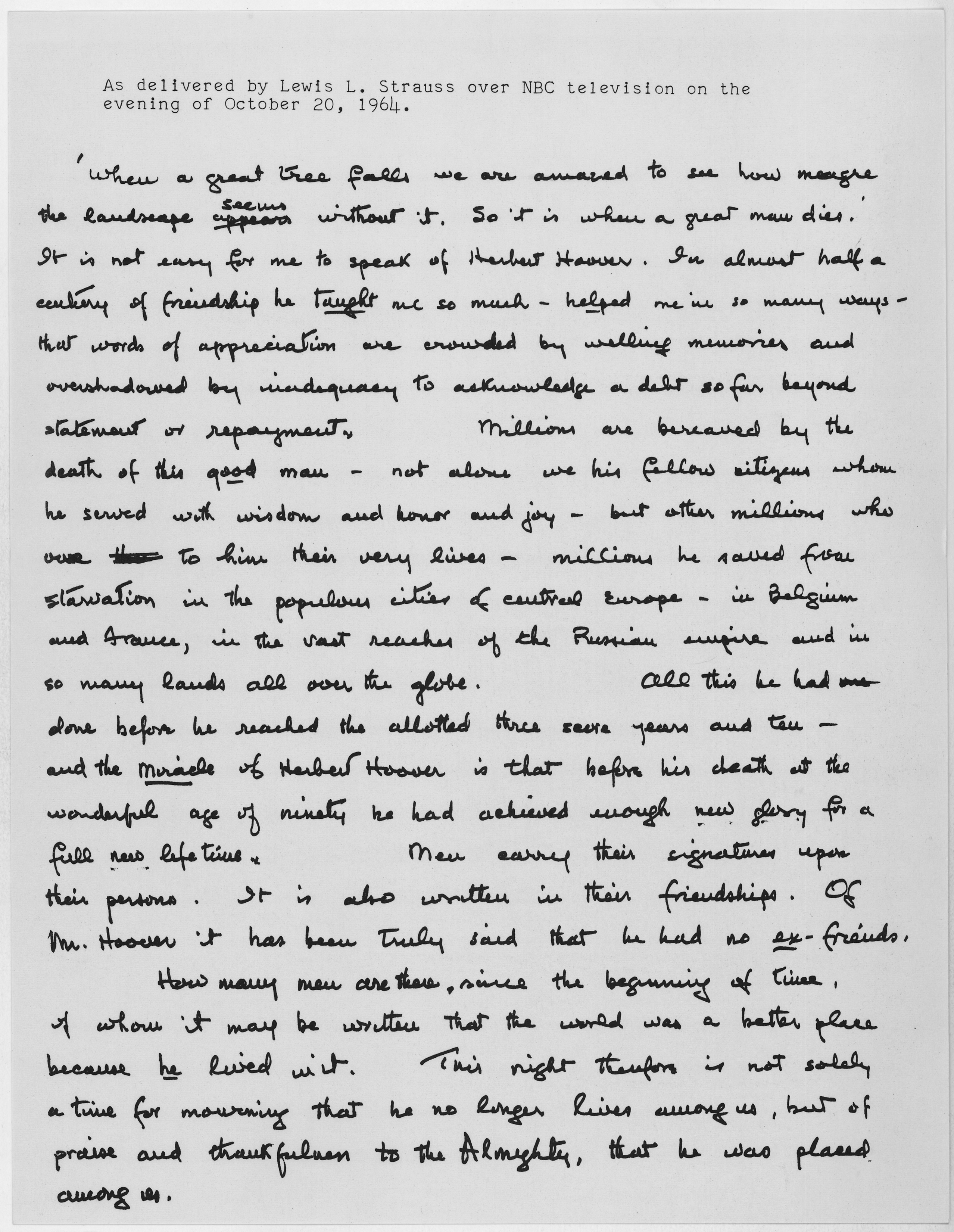
Rukopis oslavné řeči na počest zemřelého bývalého prezidenta Herberta Hoovera, kterou přečetl v roce 1964 v televizi NBC.

Fiasko v nominace na ministra obchodu fakticky ukončila Straussovu kariéru jako vládního politika.:s.242 Četní nepřátelé, které si Strauss během své kariéry získal, měli z tohoto obratu politického dění jistou radost.:s.150 Strausse samotného odmítnutí ranilo a nikdy se s ním plně nevyrovnal, měl tendenci přemýšlet o minulých událostech.:s.242:s.120
V roce 1962 Strauss vydal své paměti s názvem Men and Decisions (Muži a rozhodnutí). Dobová recenze v časopise Time tehdy uvedla že „nyní si mohou čtenářům připomenout Straussovy mnohé skutečné úspěchy, než je zastínily politické hádky“. Kniha se prodávala dobře, strávila patnáct týdnů v žebříčku bestsellerů New York Times v kategorii literatury faktu a vyšplhala se až na páté místo tohoto žebříčku. Podle obecného názoru historiků ale byly paměti vypočítavé.:s.120
Osobní vazba mezi Herbertem Hooverem (u kterého zahájil svou kariéru na konci první světové války) a Lewisem Straussem zůstala silná po celá léta. V roce 1962 Hoover v dopise Straussovi napsal: „Ze všech mužů, kteří se v životě dostali do mé blízkosti, jsi ty ten, který má mé největší sympatie, a nebudu se snažit specifikovat mnoho důvodů, důkazů nebo příležitostí, které k tomu vedly.“ Když Herbert Hoover v roce 1964 zemřel, Strauss v televizi NBC přečetl na jeho počest oslavnou řeč (viz obrázek). Strauss také pracoval na knize o Herbertu Hooverovi, ale nebyla nikdy dokončena.
Strauss pomáhal při organizování podpory (neúspěšné) prezidentské kampaně republikánského kandidáta Barryho Goldwatera v roce 1964. Zůstal také v dobrých vztazích s bývalým prezidentem Eisenhowerem. Oba v šedesátých letech několik let podporovali výstavbu odsolovacího zařízení s jaderným pohonem na Blízkém východě, z něhož by měl prospěch jak Izrael, tak arabské země. Ale tento plán nikdy nenašel dostatečnou podporu Kongresu, aby se mohl uskutečnit.:s.246
Strauss zemřel 21. ledna 1974 ve svém domě ve Virginii poté, co tři roky bojoval s lymfomem.:s.247–248 Jeho pohřeb se konal v New Yorku v chrámu Emanu-El a zádušní mše se konala také v hlavním městě ve Washingtonské hebrejské kongregaci. Je pohřben na richmondském hebrejském hřbitově spolu s více než šedesáti dalšími členy rodiny. Jeho žena, Alice Hanauer Straussová žila až do roku 2004, kdy zemřela ve věku 101 let, rovněž v domě ve Virginii.

## Ztvárnění vTV a ve filmu
V sedmidílném televizním seriálu BBC Oppenheimer z roku 1980 postavu Lewise Strausse hraje americký herec Phil Brown (Roberta Oppenheimera hraje Sam Waterston). Ve filmu režiséra Christophera Nolana z roku 2023 Oppenheimer, který je velmi oceňován kritikou i diváky, ho ztvárnil americký herec Robert Downey Jr. (Roberta Oppenheimera hraje irský herec Cillian Murphy, Leslieho Grovese hraje americký herec Matt Damon).
Předlohou pro Nolanův film byla rozsáhlá (více než sedm set stránková) knižní biografie American Prometheus: The Triumph and Tragedy of J. Robert Oppenheimer z roku 2005, kterou historik Martin J. Sherwin a spisovatel Kai Bird psali více než 25 let a získala řadu literárních ocenění. V roce 2005 National Book Critics Circle Award, v roce 2006 Pulitzerovu cenu za biografii nebo autobiografii a v roce 2008 Duff Cooper Prize.